# Alžběta Michalová
Alžběta Michalová (* 7. prosince 1991 Praha), provdaná Kubíčková, je česká básnířka a divadelní dramaturgyně.

## Život
Absolvovala brněnské Gymnázium Matyáše Lercha, v roce 2016 vystudovala divadelní dramaturgii na Divadelní fakultě Janáčkovy akademie múzických umění v Brně (v roce 2014 titul BcA., v roce 2016 titul MgA.).
V roce 2009 získala první místo ve studentské soutěži při Ceně Josefa Škvoreckého. Za svou debutovou básnickou sbírku Zřetelně nevyprávíš byla nominovaná na cenu Magnesia Litera 2015 v kategorii objev roku a na Cenu Jiřího Ortena.
V roce 2013 byla dramaturgyní inscenace hry Jamese Joyce Vyhnanci v brněnském Buranteatru. V roce 2015 pracovala na několika divadelních projektech. V lednu měla na sklepní scéně Divadla Husa na provázku premiéru hra o Josefu Toufarovi Zpráva o zázraku, kterou podle knihy Miloše Doležala Jako bychom dnes zemřít měli napsala s Barbarou Herz. Byla též dramaturgyní inscenace hry Anny Jablonské Pohani, která měla premiéru v dubnu v Jihočeském divadle v Českých Budějovicích. V červnu měla premiéru její autorská hra Autista ve Slováckém divadle v Uherském Hradišti. Zpracovává v ní jí blízké téma, neboť hru založila na vlastních zkušenostech se svým autistickým bratrem. O svém bratru psala také blog na webových stránkách Martina Reinera. V prosinci 2015 byla uvedena dramatizace Sestry Jáchyma Topola, ke které napsala divadelní scénář.
V červnu 2016 měla v Divadle Polárka premiéru hra Bratři Lví srdce podle knihy Astrid Lindgrenové, Michalová je dramaturgyní inscenace.
Má 5 bratrů (jeden je jejím dvojčetem, ostatní 4 bratři jsou mladší). Od roku 2016 je vdaná, má syna Elijáše. V literatuře a divadle používá stále svoje dívčí jméno Michalová.

## Dílo
- Zřetelně nevyprávíš, sbírka básní, 2014
- Autista aneb Moje zatracené nervy, divadelní hra, premiéra 2015
- Matčina, sbírka básní, 2024